# آنتونیو استارابا
آنتونیو استارابا (انگلیسی: Antonio Starabba, Marchese di Rudinì؛ ۱۶ آوریل ۱۸۳۹ – ۶ اوت ۱۹۰۸) یک سیاست‌مدار و دیپلمات اهل پادشاهی ایتالیا بود.